# Miguel Ángel Félix Gallardo
Miguel Ángel Félix Gallardo (Culiacán, 8 januari 1946), ook bekend onder de bijnaam El Padrino (vertaald naar het Engels: The Godfather), is een Mexicaanse drugsbaron. Hij vormde in de jaren zeventig het Guadalajarakartel en controleerde bijna alle smokkelroutes in Mexico en langs de Amerikaans-Mexicaanse grens. Félix Gallardo werd gearresteerd vanwege de moord op de Amerikaanse DEA-agent Enrique Camarena en werd veroordeeld tot een gevangenisstraf van 37 jaar die hij momenteel uitzit.

## Levensloop

### Vroege jaren
Félix Gallardo werd geboren op een boerderij aan de rand van Culiacán. Hij studeerde bedrijfskunde en vond daarna werk als federaal agent. Hij werkte als bewaker voor Leopoldo Sánchez Celis, gouverneur van de deelstaat Sinaloa. Diens politieke connecties hielpen Félix Gallardo met de opbouw van zijn drugssmokkelorganisatie. Hij werkte samen met Rafael Caro Quintero en Ernesto Fonseca Carillo. Zij namen de smokkelroutes van Pedro Avilés Pérez over nadat deze was gedood in een vuurgevecht met de politie.
Aan het begin van de jaren tachtig kwamen de meeste drugs via Florida de Verenigde Staten binnen. Transporten werden echter steeds vaker onderschept door de Amerikaanse autoriteiten, waardoor de Colombiaanse drugskartels hun aandacht verlegden naar Mexico. Félix Gallardo stond in contact met Juan Matta-Ballesteros van het Calikartel. De Mexicanen mochten de helft van de gesmokkelde cocaïne verkopen voor eigen gewin. Naar schatting leverde deze afspraak Félix Gallardo en zijn kompanen jaarlijks zes miljard dollar op.

### Moord op Enrique Camarena

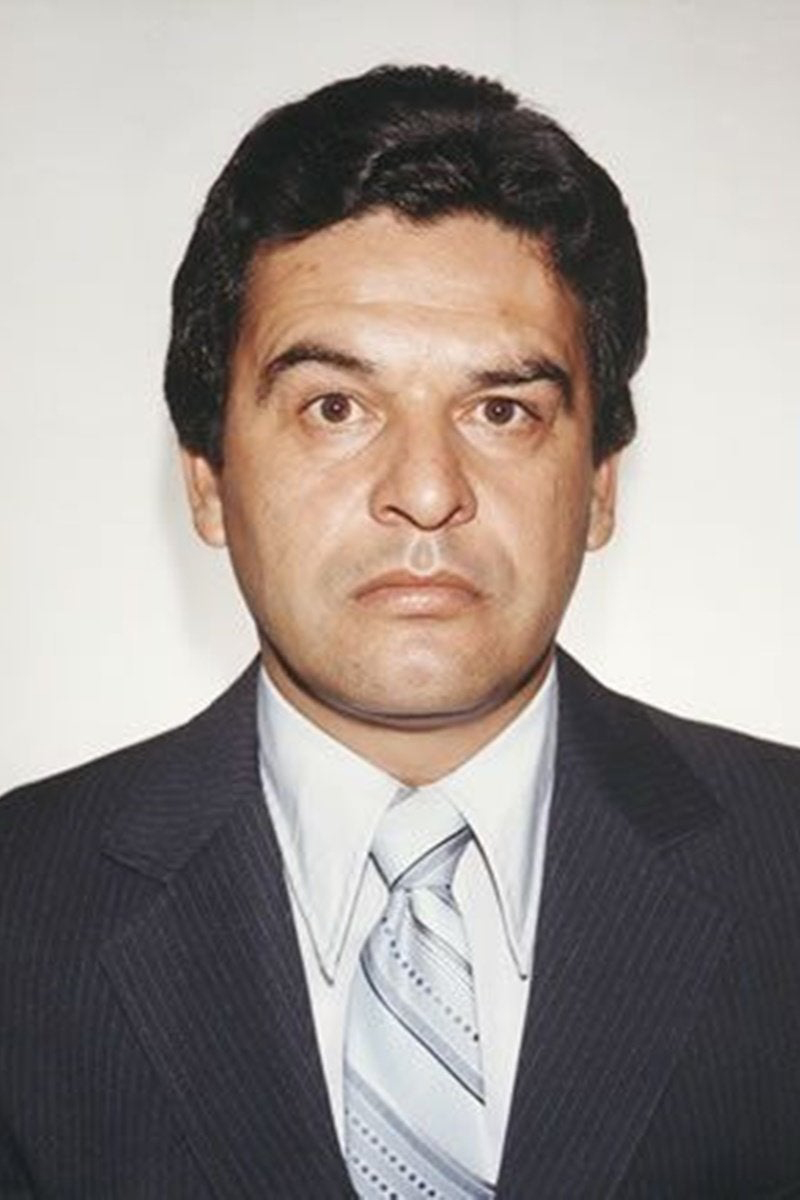
Enrique Camarena

DEA-agent Enrique Camarena infiltreerde in 1984 in de organisatie van Félix Gallardo. Hij ontdekte het bestaan van een marihuanaplantage met een oppervlakte van duizend hectare in Colonia Búfalo, Chihuahua. Op de plantage werkten duizenden arbeiders en het bestaan was bekend bij de lokale politie, bestuurders en bij het leger. De plantage werd daarop vernietigd door 450 militairen.
Camarena begon ook met het blootleggen van de connecties tussen de verschillende drugsbaronnen en de innige banden tussen de kartels en hoge overheidsfunctionarissen binnen de regerende Institutioneel Revolutionaire Partij (PRI). In opdracht van Félix Gallardo werd de DEA-agent op 7 februari 1985 ontvoerd door de politie van Jalisco, nadat hij het Amerikaanse consulaat verliet. Zijn helikopterpiloot Alfredo Zavala Avelar onderging hetzelfde lot. Beide mannen werden naar een boerderij van Félix Gallardo gebracht waar zij dertig uur lang werden ondervraagd en gemarteld. Camarena werd gedood met een boormachine die een gat in zijn hoofd maakte.
De dood van Camarena leidde tot een van de grootste DEA-onderzoeken ooit. Félix Gallardo werd samen met Carrillo en Quintero aangeduid als de belangrijkste verdachten. Félix Gallardo genoot nog politieke bescherming, maar zijn beide handlangers werden gearresteerd en veroordeeld.
Félix Gallardo verhuisde zelf terug naar Guadalajara en besloot zijn drugsorganisatie op te delen in verschillende territoriums (beter bekend als plazas). Die zouden worden geleid door mannen die niet of nauwelijks bekend waren bij de DEA. Op die manier hoopte Félix Gallardo ook dat de aandacht van hemzelf werd afgeleid. Hijzelf zou nog wel verantwoordelijk zijn voor de overkoepelende activiteiten, maar zou zich niet meer op detailniveau bemoeien met de organisatie. Met deze nieuwe werkvorm legde hij tevens de basis voor de drugsoorlog die Mexico vanaf het begin van de 21 eeuw zou beheersen, doordat de verschillende drugskartels die uit de opdeling voortkwamen toch met elkaar gingen concurreren.

### Arrestatie en veroordeling
Onder druk van de Verenigde Staten werd Félix Gallardo alsnog gearresteerd op 8 april 1989. Hij werd veroordeeld tot 37 jaar gevangenisstraf. De eerste jaren bleef hij per mobiele telefoon zijn organisatie leiden vanuit de cel. Nadat dit naar buiten kwam werd hij overgebracht naar een zwaarbewaakte gevangenis in de buurt van Almoloya de Juárez. Daar verbleef hij in een cel van 2,4 bij 4,4 meter die hij niet mocht verlaten. Félix Gallardo klaagde over draaiduizeligheid en toenemend gehoorverlies. In december 2014 stemde federale autoriteiten gezondheidsklachten erin toe om hem over te brengen naar een gevangenis in Guadalajara met een milder regime.

## Populaire cultuur
Félix Gallardo staat centraal in de Netflix-serie Narcos: Mexico. Hij wordt daarin gespeeld door Diego Luna.